# Taylor University

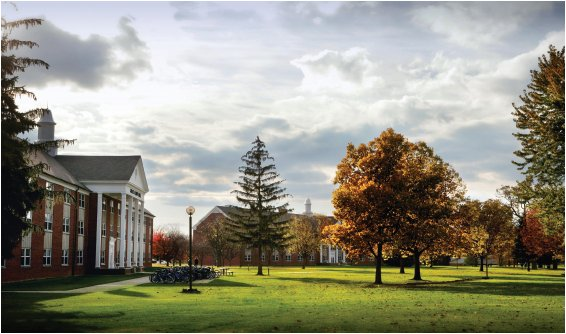
Taylor University

Die Taylor University ist eine private christliche Universität in Indiana. Sie gehört zu den ältesten evangelikalischen Universitäten in den Vereinigten Staaten.

## Geschichte
Die Universität wurde 1846 von Methodisten als Bildungseinrichtung für Frauen mit dem Namen Fort Wayne Female College in Fort Wayne gegründet. Ab 1850 waren auch Männer zugelassen und der Name wurde in Fort Wayne College geändert. Ihren heutigen Namen trägt die Universität zu Ehren von Bischof William Taylor.

## Bekannte Alumni
- Nelson Appleton Miles (1839–1925), Kommandeur der United States Army
- Jackie Walorski (1963–2022), Politikerin
- Tim Walberg (* 1951), Politiker